# 白貽忠
白貽忠（1573年—1629年），字惟臣，號虞鄰，直隸常州府武進縣人，明朝政治人物。

## 生平
萬曆二十八年（1600年）庚子科應天郷試舉人，四十一年（1613年）癸丑科進士。授金谿縣知縣，四十四年丁母憂，服闋，四十六年起為臨漳縣知縣，天啟二年（1622年）拾遺考察，三年調補成安縣知縣，升刑部主事，升員外郎，七年升郎中，崇禎元年（1628年）出為福州府知府，二年（1629年）卒於公署，常州人立廟祀之。其墓在今常州市武進區潞城街道，1996年被發掘清理，出土《明中憲大夫福建福州守虞鄰白公誌銘》。

## 家族
曾祖白悦，嘉靖壬辰進士，尚寶司丞。祖父白啓常，嘉靖庚戌進士，南京光禄寺少卿。父白紹先，庠生。